# Ångardsvatnet
Ångardsvatnet ist ein See im Tal Storlidalen und liegt im Kirchspiel Lønset in der norwegischen Gemeinde Oppdal.

## Geographie
Der See ist der größte der Seen in Lønset und liegt ca. 35 km westlich des Hauptortes Oppdal in der gleichnamigen Gemeinde. Der in der Berglandschaft Trollheimen gelegene See ist von den Bergen Gråfjellet, Kråkvasstind und Lorthøa im Süden sowie Bårdsgardskammen und Okla im Norden umgeben. Der Ångardsvatnet ist mit dem See Dalsvatnet durch den 1,7 km langen Fluss Haugelva miteinander verbunden. Die Regulierung des Sees geschah im Zusammenhang mit dem Ausbau des 1973 eröffneten Kraftwerkes Driva  und führte dazu, dass der Fluss Vindøla, der aus dem Osten in den Dalsvatnet und in der Nähe von Lønset in den Fluss Driva fließt, einen Teil des Jahres sehr wenig Wasser mitsichführt.

## Aktivitäten
Während des Sommers bietet der See Möglichkeiten zum Baden, Fischen, Schifffahren und andere Tätigkeiten. Die Grundbesitzervereinigung von Lønset verfügt über das Recht zum Fischen und verkauft Angelkarten an die Sportfischerei. Im Winter sind Aktivitäten auf präparierten Loipen möglich und darüber hinaus besteht die Möglichkeit zum Eisfischen. Um die Osterzeit wird dazu jedes Jahr am Ångardsvatnet ein Wettbewerb veranstaltet.